# Web 2.0 alati
Web 2.0 alati omogućuju suradničko pisanje, odnosno, omogućuje skupini korisnika suradnju pri izradi i objavljivanju sadržaja na internetu.
Web 2.0 je pojam koji je obilježio proteklih nekoliko godina i unio mnoge promjene u način na koji se Web koristi, a posebice u način na koji se na Webu zarađuje. Ipak ostaje poprilično nejasno što je uopće Web 2.0, po čemu se on razlikuje od prijašnje inačice. 
Web je nedvosmisleno postao jednim od najvažnijih pojmova početka 21. stoljeća. Danas je većina medija, uključujući novine, televiziju, radio, zabavu, glazbu, ili komunikacijska sredstva poput maila, chata ili telefona postala dio Weba. Razvoj World Wide Web-a (WWW, W3) ili jednostavno Web-a usko je povezan s konceptom Interneta i rastom njegove popularnosti. Internet je kao koncept počeo lokalno, temeljen na Internet Protocol mreži, da bi kasnije evoluirao u javnu mrežu. Web je kao takav puno mlađi i započeo je s HTTP konceptom kojeg je razvio Tim Berners-Lee. Jasno je da je Web zapravo izgrađen na temelju javne Internetske mreže koja je i omogućila mrežni efekt Weba. WWW je skup dokumenata koji mogu sadržavati tekst, grafiku i sl., a međusobno su povezani hipervezama. On, u stvari predstavlja samo jedan od servisa interneta i obično mu se pristupa internetskim preglednikom (engl. browser).

## Web 2.0 alati i njihova primjena u obrazovanju
Web 2.0 prije svega označava novu i poboljšanu generaciju World Wide Weba, čiji je razvoj započeo još 1989. godine. No 2004. godine, kad je dvojac Tim O'Reilly i Dale Dougherty smislio naziv za promjene koje su se počele događati na webu, nije se dogodilo ništa tehnološki revolucionarno, već je bio potreban naziv za konceptualne promjene koje su se počele događati u osmišljavanju web-stranica. Glavna promjena je bila u njihovoj interaktivnosti – posjetitelji su prestali biti samo čitatelji kojima se servira gotova i nepromjenjiva informacija, već su postali kontributori i dobili su priliku sami sudjelovati u stvaranju sadržaja i pritom dijeliti svoje stavove i sadržaje s drugim posjetiteljima. Uloga vlasnika web-stranica se tako smanjila, a posao uređivanja sadržaja se prebacio na krajnje korisnike. Kako je rastao broj posjetitelja, odnosno kontributora, web-stranice su postajale zanimljivije i korisnije. Web 2.0 aplikacije imaju bogata korisnička iskustva, brze su za korištenje te nerijetko imaju i aspekt socijalnih mreža i povezivanja korisnika u grupe. Glavne značajke Web 2.0 alata su: dijeljenje, označavanje, interaktivnost, suradnja.  

| WEB 1.0                | WEB 2.0                              |
| ---------------------- | ------------------------------------ |
| čitanje                | pisanje                              |
| tvrtke                 | zajednice                            |
| Klijent-Server         | Peer to Peer                         |
| HTML                   | XML                                  |
| Osobne stranice        | Blogovi                              |
| Predavanja             | Konverzacija                         |
| Objavljivanje sadržaja | Dijeljenje i sudjelovanje u sadržaju |
| Encarta                | Wikipedia                            |

Iz svega navedenog jasno naziru neke osnovne karakteristike koncepta Web 2.0 među kojima treba posebno istaknuti sljedeći:
- Internet kao platforma – krajnji korisnici koriste aplikaciju u potpunosti putem web preglednika
- korisnici kreiraju sadržaj i nad njim imaju kontrolu
- sadržaj pripada korisnicima
- društvena komponenta
- unaprijeđena grafička sučelja

Jedna od temeljnih prednosti je mogućnost koja se pruža korisniku da stvara sadržaj. No, korisničko kreiranje sadržaja podrazumijeva isto tako i njegovo objavljivanje, stoga je razvijen široki spektar internetskih platformi koji služe za njihovu distribuciju. Većina njih se oslanja na usluge hostinga pružajući korisnicima dovoljne količine online prostora za objavljivanje vlastitih uradaka. Svaki oblik sadržaja je u pravilu vezan uz odgovarajuću distribucijsku platformu pa se, primjerice, tekstualni sadržaji najčešće pojavljuju u okviru blogova i slično. Među najpopularnije distribucijske platforme spadaju :
- blogovi,
- wiki sustavi,
- podcasti,
- društvene mreže i
- druge slične usluge.

U nastavku ovoga rada bit će ponajviše riječi o jednoj od tih platformi, tj. wiki sustavima, a poseban naglasak je stavljen na jedan od njegovih alata – Wikipediju.

## Wiki

### O alatu
Wiki nastao je 1995. kao WikiWikiWeb i objavio ju je Ward Cunningham. Prvotno su ga opisivali kao najednostavnija online baza podataka koja bi mogla raditi. Wiki dolazi od havajske riječi wikiwiki što označava „brzo“. Wiki je zapravo web stranica koju korisnici mogu uređivati. Jedna stranica u wiki web stranici se naziva wiki stranica, a cijela kolekcija stranica se zovu wiki. Kolekcija stranica u wiki web stranici povezane su obično hipervezama, koje omogućuju navigaciju među stranicama. Wiki je, ustvari, baza podataka za izradu, pregledavanje i pretraživanje putem informacija.
Što se tiče Web 2.0 alata, ovaj alat omogućuje suradničko pisanje (omogućuje skupini korisnika suradnju pri izradi i objavljivanju sadržaja). U sklopu alata koje wiki pruža, korisnici mogu brisati, mijenjati i dodavati sadržaj dokumenta. Omogućeno je da više korisnika uređuje stranicu na način da ju dopunjavaju ili mijenjaju nekim novim sadržajem. Općenito, ne postoji pregled stranice prije nego što su izmjene korisnika prihvaćene. 
Što se tiče samog registriranja, uglavnom promjene na stranici vrše registrirani korisnici, ali omogućeno je to i korisnicima koji nemaju otvorene korisničke račune. Wikiji su stvorili "WYSIWYG“ („What You See Is What You Get“) za uređivanje, na raspolaganju svim korisnicima, obično pomoću Java Scripta i ActiveX Control koji grafički prevode oblikovane unesene upute, npr. „podebljan“ ili „kurziv“, na odgovarajuće HTML oznake ili wikitext. 
Još jedna od mogućnosti Wikija je da omogućuje pregledavanje ranijih verzija dokumenta (eng. history), a kod nekih alata omogućuje i automatsku usporedbu koja daje uvid u podatke o doprinosu pojedinih korisnika. 
Postoji velika lista stranica koje koriste wiki model, a neke od njih su:
Wikipedia (koju ćemo kasnije objasniti),
Wikibooks,
Wikiversity (podržava besplatne materijale, seminare, projekte),
Wikihow (instrukcije),
Wikianswers (daje odgovore na postavljena pitanja),
Wikitruth itd.
Međutim, wiki ima i neke nedostatke, a koji su visoka razina otvorenosti (dolazi do objave netočnih ili neželjenih sadržaja). Ali zbog velikog broja korisnika i samog procesa suradničkog autorstva, netočni sadržaji se lako i brzo mogu ispraviti. Potencijalni korisnici Wiki alata su korisnici u poslovnom svijetu, te korisnici koji se bave obrazovanjem u bilo kojem aspektu. Wiki se lako može povezati s blogom i diskusijskim forumima jer su slični, iako Wiki ima više autora odjednom, organizacija sadržaja je dinamična i njegov prikaz je nelinearan (na više povezanih stranica).

### O wikipediji
Pojam Wikipedija je nastao spajanjem riječi wiki i enciklopedija. Radi se o enciklopediji slobodnog sadržaja zasnovanoj na Webu. Kako ona postoji kao wiki to bi značilo da se piše u suradnji s brojnim volonterima, pruža mogućnost čitanja, ali i mijenjanja članaka svakome s pristupom Internetu i odgovarajućim web preglednikom. 
Wikipedija je višejezična, ali svako jezično izdanje funkcionira neovisno o drugom, sadržaj ne mora biti nužno povezan niti prijevodi (inače je automatsko prevođenje članaka je strogo zabranjeno).  Projekt je započeo 15.siječnja 2001. godine, a danas Wikipedijom rukovodi neprofitna organizacija Wikimedija koja se financira isključivo donacijama. Larry Sanger i Jimmy Wales su osnivači Wikipedije. Wales je istaknuo svrhu Wikipedije da kao višejezična enciklopedija najviše moguće kvalitete bude dostupna svakom pojedincu na njegovom materinjem jeziku. 
Wikipedija je počela na engleskom jeziku te broji više od 3 milijuna članaka, dok na 40 jezika ima više od 50 tisuća članaka. Na hrvatskom jeziku postoji 67 000 članaka. Ono što omogućava raspoloživost Wikipedijinih članaka jest GFDL – GNU licencija slobodne dokumentacije kao jedan od brojnih licencija autorskih prava. Izvorni doprinosi autora projektu podrazumijevaju i davanje autorskog prava pod zastupstvo GFDL-a te takva sadržaj se može na više jezika raspačavati ili između drugih podatkovnih izvora koji su nositelji ove licencije. Značajan broj slika i zvuka ne spada pod slobodan sadržaj već imaju svoje autorsko pravo. Općenito članci nemaju svojeg vlasnika i nitko nema autoritet nad tim člankom.
Wikipedija je vrlo popularna, a to dokazuje broj od 60 milijuna različitih posjetitelja dnevno, a jedan od faktora te popularnosti jest dominacija na Google tražilici.
Običan posjet stranici ne otkriva identitet korisnika nego se bilježi njegova prisutnost u "dnevniku"  da bi se mogla napraviti statistika, ali se ne objavljuje javno i obično se odbacuje nakon dva tjedna. Kada se pak objavljuje dokument korisnik ostaje identificiran kao autor koji može biti prijavljen (identificiran po svom suradničkom imenu) ili neprijavljen (identifikacije preko svoje mrežne IP adrese, niz od četiri broja koji identificira internetsku adresu s koje korisnik pristupa wikiju).
Osim gdje je drugačije navedeno, sav tekst predan Wikimediji preko Wikipedije dostupan je za daljnju upotrebu pod uvjetima GNU-ove LSD, osim kod Wikivijesti, gdje je tekst dostupan pod Creative Commons licencijom. Wikimedija neće prodavati ni dijeliti privatne informacije, kao što su adrese e-pošte osim ako se korisnik složi da se te informacije objave ili ako zakon zahtijeva objavljivanje tih informacija.

##### Uređivanje i komponente Wikipedije
- Opcija uredi (engl. edit) – nalazi se na vrhu stranice ili kod svakog odlomka posebno. Klikom na uredi otvara se prozor u kojem se upisuje tekst s posebnom sintaksom koja je različita od html-a. Na vrhu se još nalazi alatna traka (toolbar).
- Stare izmjene (engl. history page) i razgovor (discussion page) stranice nalaze se na vrhu članka sa svojim poveznicama (link) na vrhu svoje stranice. Razgovor služe za raspravu oko kvalitete sadržaja članka, poboljšanja članka i koordinaciju onih koji uređuju članak. Stare izmjene sadržavaju sve prijašnje verzije članaka s imenima ili s IP adresama onih koji su radili izmjene. Svaka verzija članka ima svoju trajnu poveznicu (engl. perminent link).
- Wiki linkovi (engl. wikilinks) su poveznice koje povezuju određeni pojam unutar teksta povezuju s člankom.
- Reference (engl. references) su poveznice na druge web stranice ili određeni pisani izvori te video i audio sadržaji koji nisu dostupni online. Nalaze se iza rečenice na koju se odnose i to kao direktna poveznice ili na dnu stranice kao interna poveznica. Vanjske poveznice (engl. external link) koje se nalaze na kraju članka su obično službene web stranice organizacija koje imaju veze s temom članka. Unutar jezične poveznice (engl. Interlanguages links) se nalaze na lijevom dijelu stranice kao lista svih jezika na kojem je članak dostupan.
- Kategorije (engl. categories) se nalaze napisane na dnu članka koji ima određenu kategoriju. Svaka kategorija ima svoju stranicu s listom svojih članaka koji spadaju u tu kategoriju. Imena kategorija daje bilo koji urednik i pune se automatski kako netko doda ime kategorije u članak.
- Liste (engl. lists) su slične kategorijama samo što su su pojmovi u listama ispisani logički i hijerarhijski, a ne abecedno te se njihov sadržaj ne puni automatski već se o listama brinu urednici. Liste su zapravo obični članci te se na Wikipedijinoj tražilici izlistavaju među ostalim člancima.
- Predložak (engl. template) je tablica koja se stavlja u više članaka, ima funkciju sistematičnog grupiranja wikilink-ova odnosno članaka, ima svoju stranicu, a služi u biti da se u nju pregledno i kategorički uvrste svi važniji pojmovi vezani uz ime samog predloška.

## Primjena Wiki softvera u nastavnom procesu
Različiti oblici wiki alata danas imaju vrlo široku upotrebu. Ona je najviše izraženo u obrazovanju za razne tipove školskog rada, zadataka i projekata. Mnoge društvene grupe također koriste različite wikije kako bi omogućile lokalnom stanovništvu da promoviraju svoj kraj, grad ili selo. U poslovnom svijetu, wikiji su korišteni od strane mnogih svjetskih kompanija u svrhu timske suradnje, koautorstva dokumenata (izbjegavaju se tako dugi nizovi email poruka i suradnju čini puno bržom, upravljanja znanjem, planiranja događaja, kontaktiranje s klijentima, rad na nizu projekata i slično.
No, ovdje ćemo se ukratko osvrnuti na primjenu wikija u nastavnom procesu i to kroz kratki prikaz jedna takve situacije. Pritom treba istaknuti da se za ovakve aktivnosti ne preporuča Wikipedija, koja je izvor znanja za široku populaciju, nego se preporuča instalirati isti softver (MediaWiki) na poslužitelj na kojem ustanova inače ima svoj prostor za web stranice.
Prije svega treba istaknuti da se wiki u nastavi može koristiti na različite načine. Prednost wikija je jednostavnost korištenja koja omogućuje neke od oblika suradničkog učenja. Općenito neke od primjena wikija u nastavi su:
- izrada web stranice
- izrada školskog projekta
- izrada rada grupe autora
- praćenje grupnog projekta
- prikupljanje podataka
- prostor za oluju mozgova
- prostor za raspravu
- izrada zbirke linkova i popisa koje je potrebno ažurirati u beskonačnost
- online izdanje cijelog kolegija
- ... itd.

Wiki potiče suradnju učenika i razvoj vještine pisanja. Suradnički rad koji omogućava wiki pretvara izolirano e-učenje u dinamično i interaktivno iskustvo učenja. U svemu tome ona ima niz prednosti, ali i poneki manjak.
Prednosti:
Wiki zbog svoje jednostavne navigacijske strukture i brzine mijenjanja sadržaja omogućuje dobru razmjenu ideja, uređivanje određenih članaka i objavu vlastitog rada koja potiče suradničke aktivnosti.
Nedostaci:
Prvi i najvažniji nedostatak jest upitna valjanost podataka koji su objavljeni te nemogućnost jasne evaluacije suradničkog rada. Problem je i kod osnovnih škola, a čak i srednjih, upitna razina informatičke pismenosti i poznavanja jezika kod učenika.

### Primjer aktivnosti u nastavi
Zadan je školski zadatak učenicima 4. razreda srednje škole iz biologije. Učiteljica je organizirala grupni rad na temu ekologija. Učiteljica će na wikiju objaviti članak pod naslovom Ekologija4. Unutar tog članka dat će osnovne informacije o pojmu ekologije i područjima koje proučava. Svaki učenik će dobiti jedan zadatak da doda na taj isti članak informacije koje je istražio na tu temu. Neke od informacija koje će morati objaviti bit će vezane za područja ekologije npr. bihevioralna, populacijska, krajobrazna, evolucijska, probleme ekologije itd. Svaka objavljena nadopuna članka nekog učenika mora se poslati elektroničkom poštom drugim učenicima u grupi. Svaki učenik se mora prijaviti pod određenim imenom koje zadaje učiteljica.
Smatramo da ovaj jednostavan primjer potiče učenike na istraživanje i motivira ga te potiče suradnički oblik učenja. Izbacuje time tradicionalni oblik učenja i nadopunjuje nastavnički program na zabavan i kreativan način.